# 디딤돌
주식회사 디딤돌교육은 1992년에 설립된 교육 전문 기업이다. 최초 설립시에는 중고등학생용 잡지를 발행하던 업체였으나, 1993년부터 참고서를 출판하기 시작하였으며 현재 교과서와 참고서 등을 출판하고 있다. 현재 초등 교재 10종, 중등 교재 15종, 고등 교재 25종과 중등 교과서 4종, 고등 교과서 3종을 발행하고 있다.

## 출판물
- <최상위 수학>: 고난도의 문제를 실은 초등학생을 위한 수학교재. 여러 학원이나 학생들 사이에서 많이 쓰이고 있으며 그와 비슷한 교재로는 A급 수학(에이급출판사)이 있다.
- <디딤돌 수학>: 단계별로 있는 수학시리즈다. 사람들이 많이쓴다.
- <투탑 시리즈>: 중학생들을 위한 학원용 수업교재. 국어, 수학, 사회, 과학, 국사, 영어로 구성되어 있다.
- <영어책>: 도서출판 디딤돌에서 만든 영어 전문 브랜드. Complete시리즈(Reading Complete, Listening Complete, Grammar Complete), 중학생을 위한 시리즈 등 현재 19종 76권의 책이 출간된 상태이다.